# Merck Millipore
Merck Millipore ist die Life-Science-Sparte des Pharma- und Chemieunternehmens Merck KGaA aus Darmstadt. Nach dem Kauf der US-amerikanischen Millipore Corporation wurden in dieser Sparte alle Biotechnologie-Aktivitäten der Merck KGaA zusammengeführt. Millipore war als eigenständiges Unternehmen vor allem für seine Hauptprodukte Filter und Filteranlagen bekannt.
Millipore wurde 1954 gegründet und hatte seinen Unternehmenssitz in Billerica, Massachusetts. 2009 beschäftigte das Unternehmen weltweit über 6000 Mitarbeiter, die einen Umsatz von 1,7 Mrd. US-Dollar und einen Gewinn von 341 Mio. US-Dollar erwirtschafteten.
Das Unternehmen war ursprünglich im Aktienindex Standard & Poor’s 500 gelistet. Am 28. Februar 2010 gab die Merck KGaA bekannt, Millipore – einvernehmlich mit dessen Management – für umgerechnet 5,3 Mrd. Euro übernehmen zu wollen.
Am 15. Juli 2010 wurde der Kauf von Millipore durch die Merck KGaA abgeschlossen und Millipore firmierte unter dem Namen Merck Millipore (in Nordamerika als EMD Millipore).

Logo der Millipore Corporation bis zur Übernahme durch die Merck KGaA

 2015 schlossen sich Merck Millipore und Sigma-Aldrich zusammen. In den USA und Kanada tritt das Unternehmen nun als MilliporeSigma auf.
Im Januar 2021 übernahm MilliporeSigma den Hamburger Entwickler von mRNA Amptec GmbH.